# Voulon
Voulon település Franciaországban, Vienne megyében. Lakosainak száma 468 fő (2022. január 1.). Voulon Anché, Vivonne és Valence-en-Poitou községekkel határos.

## Népesség
A település népessége az elmúlt években az alábbi módon változott:
| Lakosok száma | 436  | 445  | 456  | 467  | 468  | 471  | 470  | 469  | 468  |
|               | 2013 | 2015 | 2016 | 2017 | 2018 | 2019 | 2020 | 2021 | 2022 |